# ゼネラル・エレクトリック GEnx

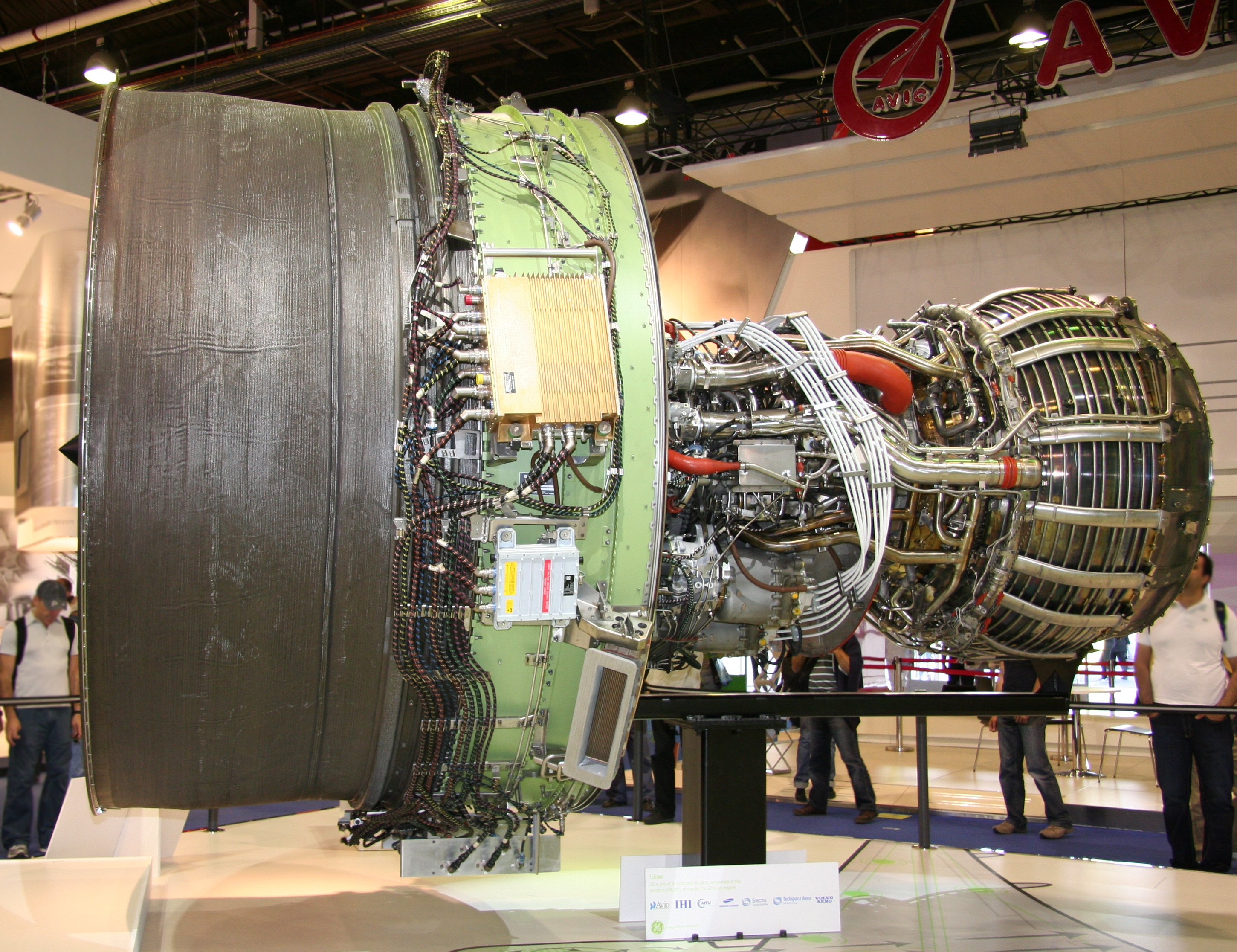
2009年のパリ航空ショーで展示されたGEnx

ゼネラル・エレクトリック GEnx (General Electric Next-generation)は、GE・アビエーションがボーイング787、747-8用に開発した次世代型高バイパス比ターボファンエンジンである。
同社の製品群において、既存のCF6を置き換えることを予定している。最新型のGEnx-2Bは2008年2月29日に最初の運転試験が行われた。

## 歴史と詳細
GEとロールス・ロイス（RR）、それにプラット・アンド・ホイットニー（P&W）の大手エンジンメーカー3社の競争の結果、GEnxとロールス・ロイス トレント 1000 がボーイングに採用された。P&Wが提案したエンジンは先進的なものだったが、試験不足のため受注に失敗した。
GEnxでは複合材が多用されており、具体にはファンケースやGE90で投入したファンブレードなどで複合材を使用している。
GEnxとトレント1000は共通のインターフェースを備えている。これは民間航空機では初めてのことであり、これによって787各型は両方のエンジンをいつでも換装することが可能になった。787向けのエンジン市場は今後25年間で400億ドルが見込まれている。
他の先進技術としては始動装置、防氷装置、空調装置などの各種装置をブリードエアシステムから電気式に替え、更なる効率化を達成した。ただし、747-8に搭載される予定の推力66,500 lbf (296 kN) のGEnx-2B67は、787向けとは異なり従来型のブリードエアシステムを採用する。また、747に搭載する為に他の型よりも直径が小さくなっている。
GEnxの最初の試験は2006年から始まっており、53,000 ないし75,000 lbf（240 から 330 kN）の推力を発揮するとされている。2008年には運用開始される予定であったが、787の生産遅延の影響で遅れている。ボーイング社は燃料消費を最大20%削減し、既存のターボファンよりも大幅に静粛なエンジンになるとする。
エアバスA350 XWBの初期構想型にも採用が予定されていたが、その後計画が変更されたA350XWBでは今のところ採用に至っていない。これはA350XWBがボーイング787及び777の競合機であることが原因だと考えられている。
GEnx計画において、GEは64％を担っている。他にはIHIが15%、アビオ S.p.A.が12%、ボルボ・エアロ、三菱重工業、サムスンテックウィン（現・ハンファテックウィン）が9%を負担する。航空エンジンにおいてGEの最大のパートナーであるスネクマは、部品供給の可能性はあるが、GEnxよりもパワージェット事業に深く関わっている。
ブリードエアシステムを持たないGEnxの最初の試運転は2006年3月19日に行われた。2007年2月22日にはボーイング747-100の2番パイロン（左内側）に搭載されて初飛行した。
2013年11月23日、日本航空はボーイングからの同エンジンを搭載した航空機について飛行規程を改定するとの指示を受け、同エンジンを搭載しているボーイング787の投入路線を11月25日から変更した。これは2013年7月31日、同エンジンの派生型であるGEnx-2Bエンジンを搭載したエアブリッジ・カーゴのボーイング747-8Fが香港国際空港へ着陸進入中にエンジン2基が停止。その後、3基のエンジン内高圧コンプレッサーに破損が発見され、ロシア連邦航空局から安全勧告が出されたことを受けた措置である。ボーイング社は、GEnxは影響の出やすい高度30,000フィート以上の雲中を飛行する際、飛行経路上に積乱雲などの活発な雲域がある場合は、その周囲約90km以内の飛行を禁止する規定を設定している。

## 技術

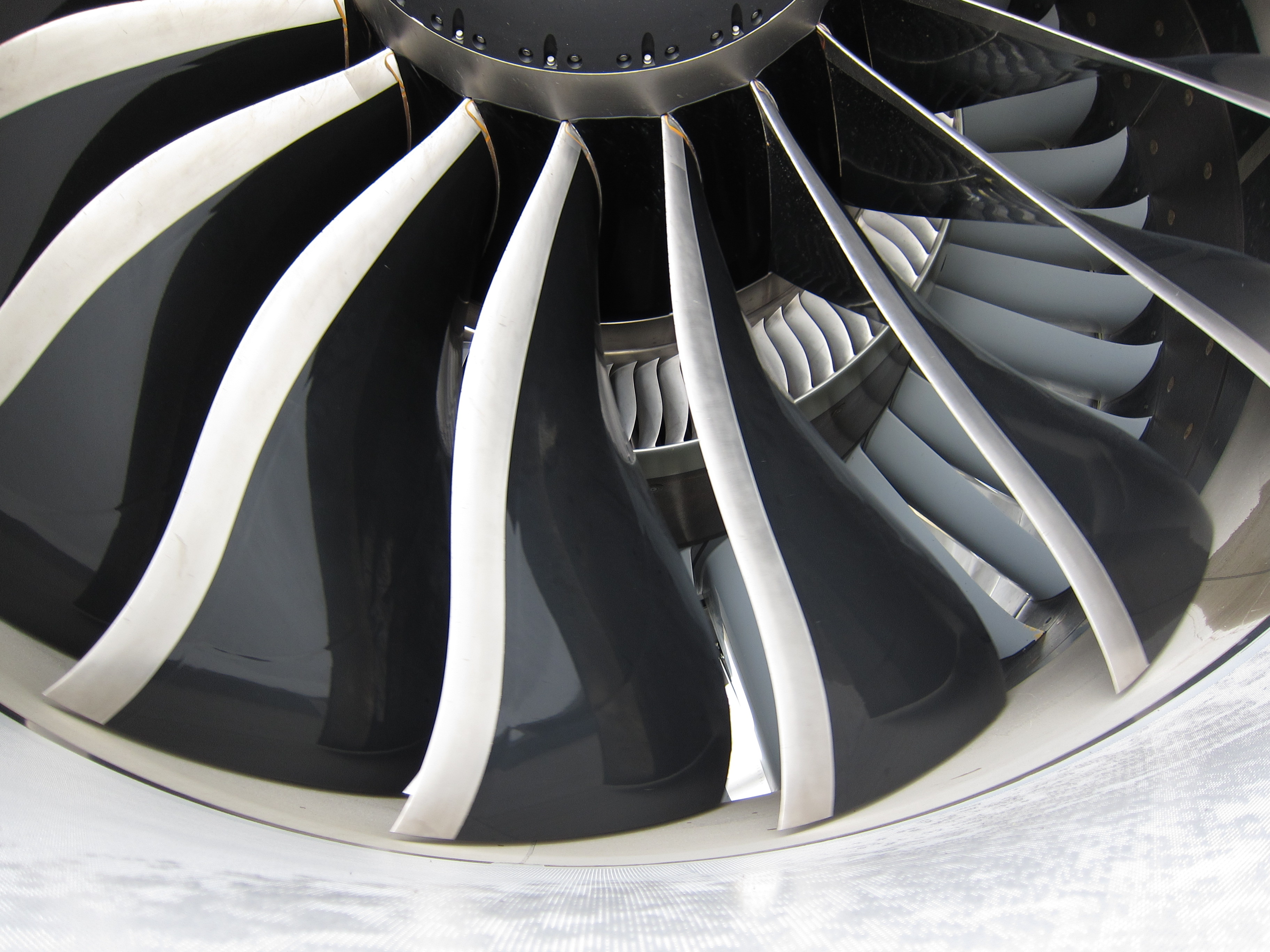
GEnx-2Bのインレットベーンとファンブレード

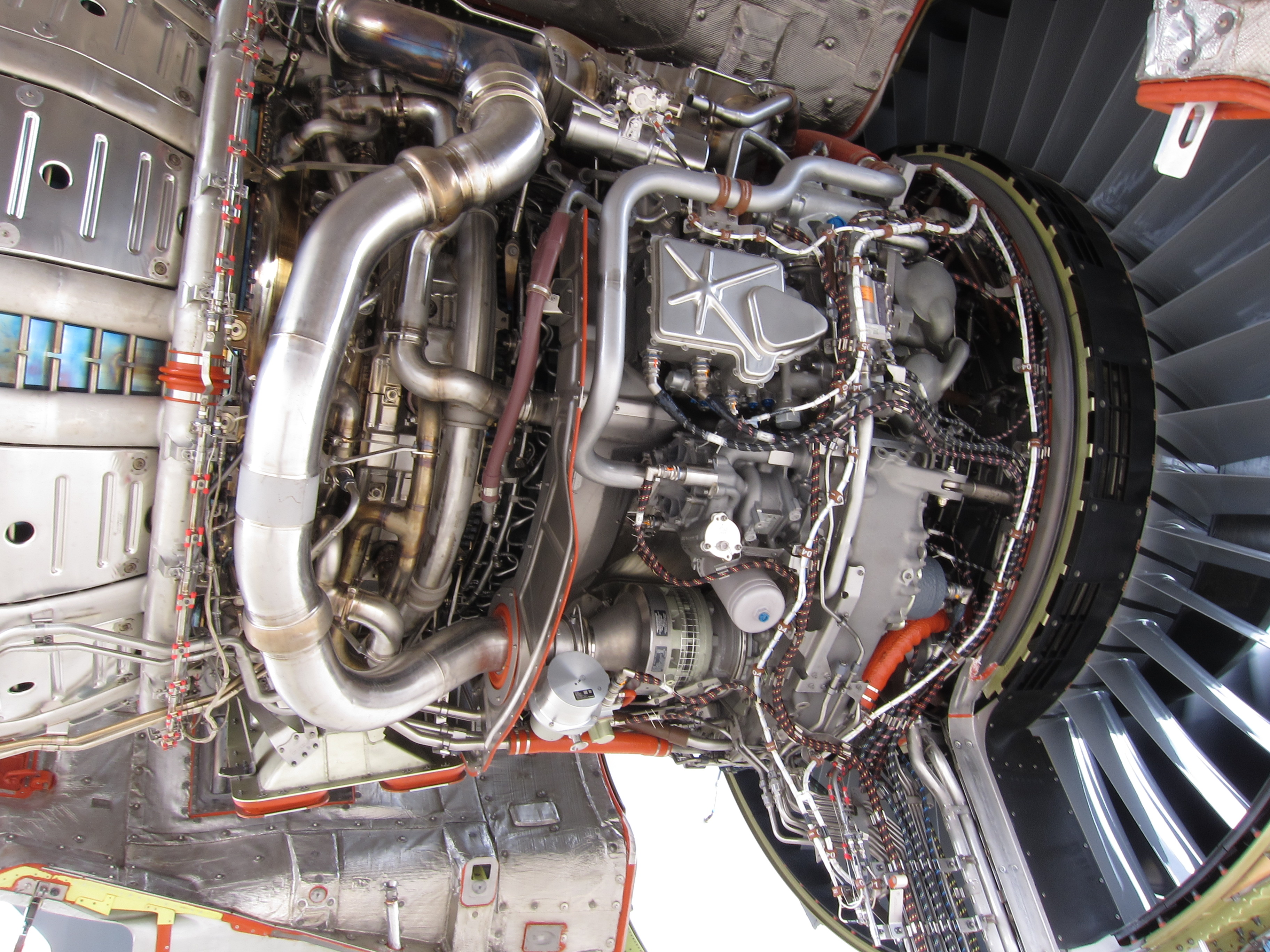
エンジンコア

GE90で採用された技術がGEnxでも使われている。軽量化に重点が置かれている:
- ファン直径:787-8用:111in (2.82m) 、747-8用:105in (2.64m)
- 複合材製のファンブレード。前縁部にはチタンを使用
- 重量と熱膨張を低減する複合材製のファンケース
- チタン-アルミ（英語版）合金を低圧タービンの6段目と7段目に使用

燃料消費低減技術:
- バイパス比 9.5:1, これは騒音削減にも効果がある
- 高圧圧縮機GE90-94Bを元にしており、圧縮比は23:1でわずか10段である。同様に覆われた案内翼によって二次流を減らす。
- 回転軸が互いに逆回転する軸によりタービンの反動を減らし、案内翼の負荷を減らす。
- 希薄TAPS（二重環状予混合機）燃焼器により有害物質の排出を削減し、バックファイアを防止する[5]。

メンテナンス経費を削減し、エンジン寿命を延ばすため、
- エンジンブレードとタービンを一体で作るブリスクをいくつかの段に採用し、他の段のブレード数を減らし、段の数を減らす事により部品点数を削減
- より効率的な冷却技術によってエンジン内の温度を低減
- 低圧コンプレッサー内の異物の排出機構によって、高圧圧縮機を守る。

これらの技術により、ワイドボディ機に搭載した場合の燃費がGEのCF6-80C2エンジンと比較して15%向上した。

## エンジン選択

### ボーイング787
GE・アビエーションは787への売り込みで遅いスタートを切ったが、次第に追いついて来ている。
2004年10月13日、787の最も重要な受注先である全日空はロールス・ロイス トレント1000を選択した。この契約額は10億ドルに達し、他の航空会社の動きを左右する重要な取引だと考えられていた。
2007年2月27日、オーストラリアのカンタス航空は発注した45機の787のエンジンにGEnxを選択したことを発表した。
2008年3月現在、GEにとって最多となる374機分の受注がある。トレント1000の受注数は259である。

### エアバスA350XWB
当初、GE・アビエーションはA350のエンジンのリードサプライヤーとして105機分の先行受注を得る権利を持っていた。しかし、多くの航空会社がA330ベースのA350では787の競争相手にはならないと考えたため、2006年7月17日にエアバスはA350の名前にXWB（Xtra Wide-Body）を追加し、大幅に再設計した機体を発表した。ロールス・ロイスはA350XWBに新型のトレントを供給することでエアバスと合意した。GEはA350-800と-900XWBにGEnxを提供することについてエアバスと協議している。A350-1000XWBはGEnxでは推力不足のため、GEはA380に搭載されているGP7200の派生型を提供する可能性があるが、いずれも合意には至っていない。

### ボーイング747-8
ボーイングは747-8にGEnxの発展型を搭載する契約をGE・アビエーションと締結した。日本国内では航空貨物大手の日本貨物航空が2012年に次期主力機材747-8F（GEnx搭載機）を受領し、世界各地を結ぶ路線で活躍している。

## 仕様
データはから
前述のとおり、本機は2軸式、軸流式、高バイパス比ターボファンである。10段の時計方向に回転する高圧圧縮機は2段式の高圧タービンで駆動される。1段のファンと4段の低圧圧縮機は反時計方向に回転する7段式の低圧タービンで駆動される。エンジン制御装置は航空機にデジタル式通信で接続された完全デジタル式自動エンジン制御装置（FADEC）である。エンジンの監視装置（EMU）は航空機の振動のレベルを監視する。
| エンジン 型式   | 構成            | 構成   | 構成 | 構成 | 構成 | 構成 | 性能           | 性能           | 性能       | 性能       | 性能           | 性能                   | 性能            | 性能           | 性能  | 寸法(inch) と重量(lb) | 寸法(inch) と重量(lb) | 寸法(inch) と重量(lb) | 寸法(inch) と重量(lb) | 型名証明        | 型名証明        | 搭載機        |
| エンジン 型式   | ファン 直径(in) | ファン | LPC  | HPC  | LPT  | HPT  | 最大推力 (lbf) | 最大推力 (lbf) | 評価温度 C | 評価温度 C | 総圧縮比 (OPR) | ファン バイパス比(BPR) | 空気流量 (kg/s) | SFC (最大出力) | T/W比 | 全長                  | 最大外形寸法          | 最大外形寸法          | 乾燥重量              | (FAA)           | (EASA)          | 搭載機        |
| エンジン 型式   | ファン 直径(in) | ファン | LPC  | HPC  | LPT  | HPT  | 離陸 (5 min)   | 最大 Cont.     | 離陸       | 最大 Cont. | 総圧縮比 (OPR) | ファン バイパス比(BPR) | 空気流量 (kg/s) | SFC (最大出力) | T/W比 | 全長                  | 幅                    | 高                    | 乾燥重量              | (FAA)           | (EASA)          | 搭載機        |
| GEnx-1B54       | 111             | 1      | 4    | 10   | 7    | 2    | 57,400         | 56,300         | ISA+15     | ISA+10     | 36.0           |                        |                 |                | 4.48  | 194.9                 | 139.1                 | 137.2                 | 13,505                | 2008年 3月31日  | 2011年 3月29日  | B787-3,-8     |
| GEnx-1B54/P1    | 111             | 1      | 4    | 10   | 7    | 2    | 57,400         | 56,300         |            |            |                |                        |                 |                |       | 194.9                 | 139.1                 | 137.2                 | 13,552                | 2010年 9月21日  | 2012年 7月3日   | B787-8        |
| GEnx-1B54/P2    | 111             | 1      | 4    | 10   | 7    | 2    | 57,400         | 56,300         |            |            |                |                        |                 |                |       | 194.9                 | 139.1                 | 137.2                 | 13,552                | 2010年 10月6日  | 2013年 6月24日  | B787-8        |
| GEnx-1B58       | 111             | 1      | 4    | 10   | 7    | 2    | 61,000         | 56,300         | ISA+15     | ISA+10     |                |                        |                 |                | 4.76  | 194.9                 | 139.1                 | 137.2                 | 13,505                | 2008年 3月31日  | 2011年 3月29日  | B787-3,-8     |
| GEnx-1B58/P1    | 111             | 1      | 4    | 10   | 7    | 2    | 61,000         | 56,300         |            |            |                |                        |                 |                |       | 194.9                 | 139.1                 | 137.2                 | 13,552                | 2010年 9月21日  | 2012年 7月3日   | B787-8        |
| GEnx-1B58/P2    | 111             | 1      | 4    | 10   | 7    | 2    | 61,000         | 56,300         |            |            |                |                        |                 |                |       | 194.9                 | 139.1                 | 137.2                 | 13,552                | 2010年 10月6日  | 2013年 6月24日  | B787-8        |
| GEnx-1B64       | 111             | 1      | 4    | 10   | 7    | 2    | 67,000         | 61,500         | ISA+15     | ISA+10     | 41             |                        |                 |                | 5.23  | 194.9                 | 139.1                 | 137.2                 | 13,505                | 2008年 3月31日  | 2011年 3月29日  | B787-8        |
| GEnx-1B64/P1    | 111             | 1      | 4    | 10   | 7    | 2    | 67,000         | 61,500         |            |            |                |                        |                 |                |       | 194.9                 | 139.1                 | 137.2                 | 13,552                | 2010年 9月21日  | 2012年 7月3日   | B787-8        |
| GEnx-1B64/P2    | 111             | 1      | 4    | 10   | 7    | 2    | 67,000         | 61,500         |            |            |                |                        |                 |                |       | 194.9                 | 139.1                 | 137.2                 | 13,552                | 2010年 10月6日  | 2013年 6月24日  | B787-8        |
| GEnx-1B67       | 111             | 1      | 4    | 10   | 7    | 2    | 69,400         | 61,500         | ISA+15     | ISA+10     | 43             |                        |                 |                | 5.41  | 194.9                 | 139.1                 | 137.2                 | 13,505                | 2008年 3月31日  | 2011年 3月29日  | B787-8        |
| GEnx-1B67/P1    | 111             | 1      | 4    | 10   | 7    | 2    | 69,400         | 61,500         |            |            |                |                        |                 |                |       | 194.9                 | 139.1                 | 137.2                 | 13,552                | 2010年 9月21日  | 2012年 7月3日   | B787-8        |
| GEnx-1B67/P2    | 111             | 1      | 4    | 10   | 7    | 2    | 69,400         | 61,500         |            |            |                |                        |                 |                |       | 194.9                 | 139.1                 | 137.2                 | 13,552                | 2010年 10月6日  | 2013年 6月24日  | B787-8        |
| GEnx-1B70       | 111             | 1      | 4    | 10   | 7    | 2    | 72,300         | 66,500         | ISA+15     | ISA+10     | 43             | 9.6:1                  |                 |                | 5.64  | 194.9                 | 139.1                 | 137.2                 | 13,505                | 2008年 3月31日  | 2011年 3月29日  | B787-8,-9     |
| GEnx-1B70P1     | 111             | 1      | 4    | 10   | 7    | 2    | 72,300         | 66,500         |            |            |                |                        |                 |                |       | 194.9                 | 139.1                 | 137.2                 | 13,552                | 2010年 9月21日  | 2012年 7月3日   | B787-8,-9     |
| GEnx-1B70P2     | 111             | 1      | 4    | 10   | 7    | 2    | 72,300         | 66,500         |            |            |                |                        |                 |                |       | 194.9                 | 139.1                 | 137.2                 | 13,552                | 2010年 10月6日  | 2013年 6月24日  | B787-8,-9,-10 |
| GEnx-1B70/72/P1 | 111             | 1      | 4    | 10   | 7    | 2    | 72,300         | 66,500         |            |            |                |                        |                 |                |       | 194.9                 | 139.1                 | 137.2                 | 13,552                | 2010年 9月21日  | 2012年 7月3日   | B787-9,-8     |
| GEnx-1B70/72/P2 | 111             | 1      | 4    | 10   | 7    | 2    | 72,300         | 66,500         |            |            |                |                        |                 |                |       | 194.9                 | 139.1                 | 137.2                 | 13,552                | 2010年 10月6日  | 2013年 6月24日  | B787-8,-9,-10 |
| GEnx-1B70/75/P1 | 111             | 1      | 4    | 10   | 7    | 2    | 72,300         | 66,500         |            |            |                |                        |                 |                |       | 194.9                 | 139.1                 | 137.2                 | 13,552                | 2010年 9月21日  | 2012年 7月3日   | B787-8,-9     |
| GEnx-1B70/75/P2 | 111             | 1      | 4    | 10   | 7    | 2    | 72,300         | 66,500         |            |            |                |                        |                 |                |       | 194.9                 | 139.1                 | 137.2                 | 13,552                | 2010年 10月6日  | 2013年 6月24日  | B787-8,-9,-10 |
| GEnx-1B70C/P1   | 111             | 1      | 4    | 10   | 7    | 2    | 72,300         | 66,500         |            |            |                |                        |                 |                |       | 194.9                 | 139.1                 | 137.2                 | 13,552                | 2013年 12月10日 | 2012年 7月3日   | B787-8,-9     |
| GEnx-1B70C/P2   | 111             | 1      | 4    | 10   | 7    | 2    | 72,300         | 66,500         |            |            |                |                        |                 |                |       | 194.9                 | 139.1                 | 137.2                 | 13,552                | 2013年 12月10日 | 2013年 6月24日  | B787-8,-9,-10 |
| GEnx-1B74/75/P1 | 111             | 1      | 4    | 10   | 7    | 2    | 76,700         | 68,600         |            |            |                |                        |                 |                |       | 194.9                 | 139.1                 | 137.2                 | 13,552                | 2010年 9月21日  | 2012年 7月3日   | B787-8,-9     |
| GEnx-1B74/75/P2 | 111             | 1      | 4    | 10   | 7    | 2    | 76,700         | 68,600         |            |            |                |                        |                 |                |       | 194.9                 | 139.1                 | 137.2                 | 13,552                | 2010年 10月6日  | 2013年 6月24日  | B787-8,-9,-10 |
| GEnx-1B75/P1    | 111             | 1      | 4    | 10   | 7    | 2    | 77,600         | 68,800         |            |            |                |                        |                 |                |       | 194.9                 | 139.1                 | 137.2                 | 13,552                | 2010年 9月21日  | 2012年 7月3日   | B787-8,-9     |
| GEnx-1B75/P2    | 111             | 1      | 4    | 10   | 7    | 2    | 77,600         | 68,800         |            |            |                |                        |                 |                |       | 194.9                 | 139.1                 | 137.2                 | 13,552                | 2010年 10月6日  | 2013年 6月24日  | B787-8,-9,-10 |
| GEnx-1B76/P2    | 111             | 1      | 4    | 10   | 7    | 2    | 78,500         | 68,600         |            |            |                |                        |                 |                |       | 194.9                 | 139.1                 | 137.2                 | 13,552                | 2016年 3月24日  | 2018年 5月17日  | B787-8,-9,-10 |
| GEnx-1B76A/P2   | 111             | 1      | 4    | 10   | 7    | 2    | 78,500         | 68,600         |            |            |                |                        |                 |                |       | 194.9                 | 139.1                 | 137.2                 | 13,552                | 2016年 3月24日  | 2018年 5月17日  | B787-8,-9,-10 |
| GEnx-1B78/P2    | 111             | 1      | 4    | 10   | 7    | 2    | 80,400         | 68,600         |            |            |                |                        |                 |                |       | 194.9                 | 139.1                 | 137.2                 | 13,552                | 2010年 10月6日  | 2013年 6月24日  | B787-8,-9,-10 |
| GEnx-2B67       | 105             | 1      | 3    | 10   | 6    | 2    | 67,400         | 58,500         |            |            | 43             | 8.6:1                  |                 |                |       | 185                   | 126                   | 127.3                 | 12,400                | 2006年 2月28日  | 2011年 3月29日  | B747-8,-8F    |
| GEnx-2B67B      | 105             | 1      | 3    | 10   | 6    | 2    | 67,400         | 58,500         |            |            |                |                        |                 |                |       | 185                   | 126                   | 127.3                 | 12,400                | 2010年 10月15日 | 2011年 10月21日 | B747-8,-8F    |
| GEnx-2B67/P     | 105             | 1      | 3    | 10   | 6    | 2    | 67,400         | 58,500         |            |            |                |                        |                 |                |       | 185                   | 126                   | 127.3                 | 12,400                | 2010年 10月15日 | 2014年 1月24日  | B747-8,-8F    |

注: 海面高度での静止状態のデータ、標準気圧、ブリードエアや軸出力無し、理想的な吸気、100%ラム回収、量産機ではカウリングを備え、量産機には計装を備え18400 BTU/ lbの低位発熱量の燃料を使用
注: 787-3型機は2010年12月13日に受注が少ないため、中止された。

## 仕様 (GEnx-1B64)
一般的特性
- 形式: ターボファン
- 全長: 196 in (498cm)
- 直径: 144 in (366cm)
- 乾燥重量: 12,822 lb (5,816kg)

構成要素
- 圧縮機: 軸流式, ファン1段, 低圧圧縮機4段, 高圧圧縮機10段
- 燃焼器: アンニュラー式
- タービン: 軸流式, 高圧タービン2段, 低圧タービン7段

性能
- 推力: 63,800 lbf (284kN)
- 全圧縮比（英語版）: 41
- 推力重量比: 不明

出典: